# Robin Tunney
Robin Tunney (n. 19 iunie 1972, Chicago, Illinois, SUA) este o actriță de teatru și film americană.

## Filmografie
| An          | Titlu                        | Rol               | Note                                      |  |
| ----------- | ---------------------------- | ----------------- | ----------------------------------------- |  |
| 1992        | Encino Man                   | Ella              |                                           |  |
| 1994        | Law & Order                  | Jill Templeton    | Serial - Sezonul 4, episodul 17)          |  |
| 1995        | Empire Records               | Debra             |                                           |  |
| 1996        | The Craft                    | Sarah Bailey      |                                           |  |
| 1997        | Julian Po                    | Sarah             |                                           |  |
| 1997        | Niagara, Niagara             | Marcy             |                                           |  |
| 1999        | End of Days                  | Christine York    |                                           |  |
| 2000        | Vertical Limit               | Annie Garrett     |                                           |  |
| 2000        | Supernova                    | Danika Lund       |                                           |  |
| 2001        | Investigating Sex            | Zoe               |                                           |  |
| 2002        | The Secret Lives of Dentists | Laura             |                                           |  |
| 2002        | Cherish                      | Zoe               |                                           |  |
| 2003        | Abby Singer                  | Ea însăși (Cameo) |                                           |  |
| 2004        | Paparazzi                    |                   |                                           |  |
| 2004        | Dr. House                    | Rebecca Adler     | episodul „Pilot”                          |  |
| 2005        | The Zodiac                   |                   |                                           |  |
| 2005        | Runaway                      |                   |                                           |  |
| 2005 - 2006 | Prison Break                 | Veronica Donovan  | Serial - Sezonul 1, Sezonul 2, episodul 1 |  |
| 2006 - 2008 | The Mentalist                | Theresa Lisbon    | Serial - Sezonul 1-Sezonul 7              |  |
| 2006        | Hollywoodland                | Lenore Lemmon     |                                           |  |
| 2006        | The Darwin Awards            | Zoe               |                                           |  |